# Oliver Boyd and the Remembralls
Gli Oliver Boyd and the Remembralls, nome spesso abbreviato in Oliver Boyd o con la sigla OBatR, sono un gruppo musicale indie-wizard rock canadese, formatosi a Toronto nel 2006. L'unico membro fisso del gruppo è Christian Caldiera, che canta e suona diversi strumenti (chitarra, basso, batteria, percussioni, pianoforte/tastiere ecc). Il genere musicale della band si rifà al rock classico ed al blues, ma i testi sono esclusivamente ispirati alla saga del maghetto Harry Potter, ideata dalla scrittrice britannica J. K. Rowling.

## Storia

### Formazione (2006)
Nel 2006, Caldiera venne a conoscenza del crescente movimento letterario/musicale denominato wizard rock. Egli dice in un'intervista, riportata sul sito ufficiale: "Mi ricordo che quando ho scoperto tutta la scena wrock ho pensato che fosse piuttosto divertente. 'La gente sta davvero scrivendo canzoni su Harry Potter?', ho ridacchiato [...]". Successivamente, egli stesso si è interessato al nuovo genere ed ha iniziato a scrivere testi e comporre musica.

### Pubblicazioni
Gli Oliver Boyd and the Remembralls hanno pubblicato due LP, intitolati Welcome to Wizard Rock (2006) e Back For The Fight (2007), e tre EP intitolati Open at the Close (2007), Slytherin EP (2008) e Bare Bones (2009). Il gruppo ha inoltre in progetto la registrazione di altri tre EP, oltre a quello dedicato alla casata di Hogwarts dei Serpeverde (The Slytherin EP). I tre prenderebbero infatti spunto dalle altre tre case: Grifondoro, Tassorosso e Corvonero. Dopo la pubblicazione dell'ultimo EP nel 2009, il gruppo ha pubblicato sul sito web ufficiale due singoli in download gratuito, intitolati In Your Shadow e There By My Side.

## Discografia
Album studio
- Welcome to Wizard Rock (2006)
- Back For the Fight (2007)

EP
- Open at the Close (2007)
- Slytherin EP (2008)
- Bare Bones (2009)